# Ornithoptera
Ornithoptera is een geslacht van vlinders in de familie pages (Papilionidae).

## Soorten
- Ornithoptera aesacus (Ney, 1903)
- Ornithoptera alexandrae Rothschild, 1907 - Alexandra's vogelvlinder
- Ornithoptera allottei Rothschild, 1914
- Ornithoptera chimaera (Rothschild, 1904)
- Ornithoptera croesus Wallace, 1859
- Ornithoptera goliath Oberthür, 1888
- Ornithoptera meridionalis (Rothschild, 1897)
- Ornithoptera paradisea Staudinger, 1893
- Ornithoptera priamus (Linnaeus, 1758)
- Ornithoptera richmondia (Gray, 1853)
- Ornithoptera rothschildi Kenrick, 1911
- Ornithoptera tithonus De Haan, 1841
- Ornithoptera victoriae Gray, 1856